# Craspia
Craspia is een geslacht van vlinders van de familie spinners (Lasiocampidae).

## Soorten
- C. hypolispa Tams, 1930
- C. igneotincta Aurivillius, 1909
- C. kilwicola (Strand, 1912)
- C. marshalli Aurivillius, 1908
- C. rhypara Hering, 1928
- C. wellmanni (Weymer, 1908)